# Un amor de verano
Un amor de verano (titulada originalmente en inglés Summer Lovers) es una película estadounidense escrita y dirigida por Randal Kleiser y estrenada en 1982. Fue filmada en las islas griegas Creta, Delos, Mikonos y Oia, esta última situada en el archipiélago de Santorini. Randal Kleiser, en cuyas películas los roles principales suelen ser interpretados por jóvenes (Grease, The Blue Lagoon), dirige esta película que no fue un éxito taquillero y que no recibió buenas críticas en general.

## Argumento
La trama gira en torno a una pareja estadounidense, Cathy y Michael, que llegan al archipiélago de Santorini, en el Mar Egeo durante sus vacaciones de verano. Pretenden quedarese un mes de vacaciones, aquí el joven conoce a una arqueóloga francesa, Lina (Valerie Quennessen), con la cual hará amistad su novia tras revelarle su infidelidad.
Cathy descubre la infidelidad de su novio y se enfada. Amenaza con marcharse, pero finalmente terminan aceptando a Lina formando un triángulo amoroso del cual los dos jóvenes estadounidenses no quieren romper, ya que encontrarán incocebible la vida sin Lina.

## Reparto
- Peter Gallagher
- Daryl Hannah
- Valérie Quennessen
- Barbara Rush
- Carole Cook
- Hans van Tongeren
- Lydia Lenossi
- Vladimiros Kiriakidis
- Carlos Rodríguez Ramos
- Rika Dialina
- Andreas Filippides
- Peter Pye
- Janis Benjamin
- Brigitte Perbandt
- Henri Behar

## Banda sonora
La banda sonora de esta película cuenta con canciones conocidas de Tina Turner, Elton John o la conocida canción I'm so excited de The Pointer Sister. He aquí la lista de las canciones que componen la banda sonora de Un amor de verano:
| Título                    | Intérprete          |
| ------------------------- | ------------------- |
| Summer Lovers             | Michael Sembello    |
| Just can't get enough     | Depeche Mode        |
| If love takes you away    | Stephen Bishop      |
| Johnny and Mary           | Tina Turner         |
| Sea cave                  | Basil Poledouris    |
| Do what ya wanna do       | Nona Hendryx        |
| Play to win               | Heaven 17           |
| Take me down to the ocean | Elton John          |
| Crazy in the night        | Tina Turner         |
| Hard to say I'm sorry     | Chicago             |
| Search for Lina           | Basil Poledouris    |
| I'm so excited            | The Pointer Sisters |
| Your love                 | Lime                |